# جيفرسون بي. كيدر
جيفرسون بي. كيدر هو محامي وقاضي وسياسي أمريكي، ولد في 4 يونيو 1815 في برينتري في الولايات المتحدة، وتوفي في 2 أكتوبر 1883 في سانت بول في الولايات المتحدة. نشط حزبياً في الحزب الجمهوري والحزب الديمقراطي.

## مناصب
- انتخب عضو مجلس ولاية فيرمونت ‏.
- انتخب Lieutenant Governor of Vermont [الإنجليزية]‏ (1 أكتوبر 1853 – 13 أكتوبر 1854).
- انتخب Non-voting members of the United States House of Representatives [الإنجليزية]‏ عن دائرة Dakota Territory's at-large congressional district [الإنجليزية]‏ (4 مارس 1875 – 3 مارس 1879).
- انتخب عضو مجلس نواب مينيسوتا ‏.